# Wilhelm Bode
Wilhelm [Fr.] Bode, född 30 mars 1862, död 24 oktober 1922, var en tysk författare och Goetheforskare.
Bland Bodes arbeten märks Goethes Leben im Garten am Stern (1909), Charlotte von Stein (1910) och Goethes Liebesleben (1913). På svenska finns "Goethe såsom människa" (Goethes Lebenskunst), översättning av Signild Wejdling (Norstedts, 1902).